# Stranocum
Stranocum est un village de 297 habitants dans le comté d'Antrim en Irlande du Nord.